# Aglaophenia postdentata
Aglaophenia postdentata is een hydroïdpoliep uit de familie Aglaopheniidae. De poliep komt uit het geslacht Aglaophenia. Aglaophenia postdentata werd in 1913 voor het eerst wetenschappelijk beschreven door Billard. 